# Linda Creed
Linda Diane Creed (Filadélfia, 6 de dezembro de 1948 — Ambler, 10 de abril de 1986) foi uma compositora/letrista estadunidense ligada ao movimento conhecido como Philadelphia Soul ou Philly Sound. Em parceria como o compositor, arranjador e pianista Thom Bell, foram o expoente deste movimento na década de 1970, com inúmeras músicas que alcançaram o topo das paradas de sucesso nos EUA e ao redor do mundo.

## Biografia
Nasceu em Mount Airy, distrito de Filadélfia no ano de 1949. Desde o seu tempo de escola, na Germantown High School, era ativa compositora.
Em 1971, surgiu no cenário musical com a gravação de sua canção "Free Girl" por Dusty Springfield.
Neste mesmo ano inicia a sua parceria com o compositor, arranjador e pianista Thom Bell, que produzia na ocasião o conjunto vocal The Stylistics. Foram três anos de sucesso, com inúmeros hits listados no "Top 10" da revista Billboard. Sucessos tais como: "You Make me Feel Brand New", "Betcha By Golly Wow", "You are Everything",  "I'm Stone In Love With You", "Break Up to Make Up".
Em 1973, ainda com Thom Bell, passa a trabalhar com outro conjunto vocal: The Spinners. Surgem os sucessos "Ghetto Child," "I'm Coming Home," "Living a Little, Laughing a Little" e "The Rubberband Man".
Em 1974, a dupla volta a estourar mundialmente com os sucessos "You are Everything" e "Stop, Look, Listen (To Your Heart)", originalmente lançados pelos Stylistics e agora gravados em dueto por Marvin Gaye e Diana Ross.
Em 1977, aos 28 anos, é diagnosticado que Linda tinha câncer no seio. É iniciado o tratamento neste mesmo ano, mas Linda não pára de trabalhar.
Em 1977, em parceria com o compositor Michael Masser  escreve "The Greatest Love of All", lançada por George Benson como parte da trilha sonora de um filme biográfico de Muhammad Ali: "The Greatest".
No dia 10 de abril de 1986, aos 37 anos, após uma luta de 10 anos travada contra o câncer no seio, morre em Amber, na Pensilvânia. Era casada com Stephen Epstein desde 1972, e deixou duas filhas pequenas.
Relançada em 1986, "The Greatest Love of All" alcança a primeira posição do "Top Ten" (Billboard) (de 19 de maio a 6 de junho), na interpretação de Whitney Houston.
Em 1987, um pequeno grupo de amigos liderados por Lisa Brownstein funda o "Linda Creed Breast Cancer Foundation"  em homenagem a Linda Creed. Este instituto promove e apoia campanhas de esclarecimentos na prevenção do câncer de seio, bem como financia pesquisas para a cura deste mal.
Em 1992, como homenagem póstuma, é  incluída no Songwriters Hall of Fame (Corredor da Fama de Compositores Musicais), nos EUA.
Linda Creed é creditada como co-autora, pela editora BMI, de mais de 135 canções.  Entra intérpretes que gravaram suas músicas estão Rod Stewart, Prince, Teddy Pendergrass, Dionne Warwick, Johnny Mathis, Connie Stevens,  Jennifer Lopez, Michael McDonald, Daryl Hall & John Oates, fora os já citados anteriormente.

## Grandes sucessos

### Com osStylistics
- "You're a Big Girl Now" (1971) - EUA #73
- "Stop, Look, Listen (To Your Heart)" (1971) - EU #39
- "You Are Everything" (1971) - EUA #9 (ouro)
- "Betcha by Golly Wow!" (1972) - EUA #3 (ouro) / Inglaterra #13
- "People Make the World Go Round" (1972) - EUA #25
- "I'm Stone In Love With You" (1972) - EUA #10 (ouro) / Inglaterra #9
- "Break Up to Make Up" (1973) - EUA #5 (ouro) / Inglaterra #34
- "Rockin' Roll Baby" (1973) - EUA #14 / Inglaterra #6
- "You Make Me Feel Brand New" (1974) - EUA #2 (ouro) / Inglaterra #2

### Com osSpinners
- "Ghetto Child" (1973)
- "I'm Coming Home" (1973)
- "Living a Little, Laughing a Little" (1974)
- "The Rubberband Man" (1976) EUA #2 (ouro)

### ComWhitney Houston
- “Greatest Love Of All” (1986) - EUA #1 (por três semanas) (platina)